# Michèle Rakotoson
Michèle Rakotoson (Antananarivo, 1948) es una escritora, periodista, escenógrafa y directora de cine malgache. 
Educada en un ambiente burgués, fuertemente marcado por el protestantismo de los cuáqueros, fue al instituto Jules Ferry. Su padre era periodista, su madre bibliotecaria y pasó su infancia en casa de su abuelo, que era médico.
Dejó Madagascar por razones políticas en 1983 y se licenció en sociología en París. Ha trabajado en diversas películas y obras de teatro, como profesora de lenguas malgaches, locutora y periodista en radio y televisión.

## Libros
- Dadabé. París: Karthala, 1984. (ISBN 2-86537-076-3)
- Le Bain des reliques (Baño de réplicas). París: Karthala, 1988. (ISBN 2-86537-076-3)
- Elle, au printemps (Ella en primavera). Saint-Maur: Sépia, 1996.
- Henoÿ - Fragments en écorce. (Henoÿ-Trozos de corteza). Bélgica: Éditions Luce Wilquin, 1998. (ISBN 2-88253-155-X)
- Lalana. París : L'Aube, 2002. (ISBN 2-87678-783-0).
- Ambatomanga, Le silence et la douleur"", Édition Broche, 2022.